# Lipstick Jungle
(Tagline della serie)
Lipstick Jungle è una serie televisiva comica-drammatica di produzione e cast americano, creata da DeAnn Heline e Eileen Heisler. La serie è basata sull'omonimo best seller di Candace Bushnell, autrice del famoso libro Sex and the City. La serie è andata in onda, in prima visione italiana, su Fox Life dal 5 febbraio al 18 giugno 2009 ogni giovedì alle 21.00 con un episodio settimanale.

## Trama
Basata sul best seller omonimo di Candace Bushnell, la serie segue tre potenti donne e amiche che cercano di gestire gli alti e i bassi di una vita vissuta al top.
Nico (Kim Raver), editore capo di una famosa rivista di moda, che aspira a diventarne presidente. La produttrice cinematografica Wendy (Brooke Shields) che cerca di fare l'impossibile per bilanciare famiglia e carriera. Victory (Lindsay Price), designer di moda e spirito libero che cerca di realizzare i suoi sogni e di trovare l'uomo giusto lungo la strada. Armate di umorismo e forza, queste tre moderne donne di New York si supportano l'un l'altra tra i trionfi e le lacrime che sono tutte parte del cercare di farcela nella Grande Mela.

## Protagonisti
Personaggi principali:
- Brooke Shields – Wendy Healy, presidente di una casa di produzione cinematografica, la Parador Pictures, moglie e madre che tenta di dividersi fra famiglia e lavoro.
- Kim Raver – Nico Reilly, editrice capo di Bonfire Magazine, una nota rivista di moda.
- Lindsay Price – Victory Ford, stilista di successo.
- Paul Blackthorne – Shane Healy, musicista inglese. Marito di Wendy.
- Robert Buckley - Kirby Atwood, fotografo, amante occasionale di Nico.
- Andrew McCarthy - Joe Bennett, potente e cinico miliardario, fidanzato con Victory.

Personaggi secondari:
- Rosie Perez - Dahlia, la PR Maven.
- David Alan Basche - Mike Harness.
- David Norona - Salvador Rosa.
- Matt Lauria - Roy Merritt, assistente personale di Victory.
- James Lesure - Griffen Bell, gestisce un'impresa che incorpora la Parador Pictures e il Bonfire Magazine. È stato amante di Nico.
- Vanessa Marcil - Josie Scotto, l'agente di Shane nella sua nuova carriera di musicista. Sembra voglia insinuarsi nella relazione tra Wendy e Shane.
- Julian Sands - Hector Matrick, il capo di Nico e Wendy.

## Episodi
| Stagione         | Episodi | Prima TV originale | Prima TV Italia |
| ---------------- | ------- | ------------------ | --------------- |
| Prima stagione   | 7       | 2008               | 2009            |
| Seconda stagione | 13      | 2008-2009          | 2009            |

## Produzione
Lo show ha debuttato negli USA il 7 febbraio 2008 come una produzione midseason al posto di ER. Erano stati ordinati 13 episodi per la prima stagione, ma, a causa dello sciopero degli sceneggiatori del 2007 / 2008, solo 7 episodi furono completati, ironicamente gli stessi della serie rivale Cashmere Mafia, in onda sulla ABC e creata da Darren Star, già autore di Sex and the City.
Il 2 aprile 2008, la NBC ha rinnovato lo show per una seconda stagione di 13 episodi che ha debuttato il 24 settembre dello stesso anno di mercoledì per essere poi spostata al venerdì dal 31 ottobre 2008.
Il 13 novembre 2008 hanno iniziato a girare voci secondo le quali la NBC avrebbe cancellato lo show a causa dei bassi ascolti e se i rimanenti episodi inediti non avessero fatto ascolti maggiori.
Il 9 gennaio 2009 è andato in onda l'ultimo episodio prodotto della serie e, sebbene sia stato pubblicizzato solo come "finale di stagione" non si sa ancora quale sia il vero stato dello show. È stata creata una petizione con oltre 23.000 firme per salvare la serie.
Il 30 marzo 2009 Brooke Shields ha annunciato che il telefilm è stato cancellato e che non tornerà per una terza stagione.